# 克里斯·梅希納
克里斯·梅希納（英語：Chris Messina，1974年8月11日—），美國演員暨導演。
電影代表作有《愛上街頭藝人》、《情遇巴塞隆納》、《亞果出任務》、《美味關係》、《客製化女神》、《真愛Hold不住》、《電子情書》、《惡靈電梯》、《二号陪审员》等，電視劇代表作有《六呎風雲》、《金權遊戲》、《新聞急先鋒》、《怪咖婦產科》等。2018 年，在 HBO的迷你劇集《利器》飾演李察·威利斯（英語：Richard Willis）警探。
曾執導並參演 2014 年在美國上映的《婚姻危機》，此片也是他的導演處女之作。
克里斯曾以《怪咖婦產科》中的 Daniel Castellano 一角，兩次獲得 2014-2015 年度美國電視評論家選擇獎的喜劇類最佳男演員提名，《亞果出任務》也拿下美國演員工會獎的最佳整體演出。